# Слинько, Михаил Гаврилович
Михаил Гаврилович Слинько́ (1914—2008) — советский и российский физикохимик.

## Биография
Родился 2 (15 сентября) 1914 года в Москве в семье рабочего (отец — водитель машины скорой помощи).
После окончания 9-летней школы поступил в Химический техникум; в 1932 году окончил его по специальности инженер-технолог основных химических производств.
После окончания техникума работал в сернокислотном секторе Государственного института по проектированию заводов основной химии (ГИПРОХИМ) в должности техника, затем и. о. инженера. В ГИПРОХИМе занимался разработкой контактного аппарата для производства серной кислоты, который в 1940 году был введён в эксплуатацию на Воскресенском химкомбинате.
В 1935 году по рекомендации профессора Н. Ф. Юшкевича был зачислен на третий курс Московского химико-технологического института им. Д. И. Менделеева. В том же году по конкурсу поступил на физический факультет МГУ, где учился совмещая с работой в ГИПРОХИМе.
В 1941 году получил диплом с отличием по специальности теоретическая физика. Член ВКП(б) с 1943 года.
С первых дней Великой Отечественной войны находился в действующих частях РККА. Начал службу командиром взвода пехоты 252-й стрелковой дивизии 29-й армии. С 1943 года служил в 1-й Гвардейской танковой армии. В последний период войны был начальником отдела снабжения горючим танковой армии.
После демобилизации в 1946 году по приглашению Г. К. Борескова начинает работу в лаборатории технического катализа НИФХИ. В 1949 году защищает кандидатскую диссертацию. Среди направлений работы М. Г. Слинько в то время была проблема получения тяжёлой воды и защита ядерных установок от взрыва водородкислородной смеси. Участвовал в запуске Обнинской АЭС (1954). За эти работы получил Ленинскую премию в 1960 году.
C 1956 по 1959 годах работал инструктором сектора новой техники в отделе машиностроения ЦК КПСС. Активно участвовал в работе по организации ИК СО АН, куда переведён в 1959 году на должность зам. директора по науке. В 1962 году защитил докторскую диссертацию «Моделирование контактных процессов». В 1966 году был избран членом-корреспондентом АН СССР по Отделению физико-химии и технологии неорганических материалов. Руководил лабораторией математического моделирования каталитических процессов, которая в 1969 году была реорганизована в Отдел математического моделирования, затем, в 1973 году — в Отдел кинетики и моделирования.
В 1976 году перешёл обратно в НИФХИ, где занимал должность заместителя директора по науке и руководителя отдела теоретических основ химической технологии (до 1988 года), с 1988 года — советник дирекции.
Умер 18 июня 2008 года. Похоронен в Москве на Введенском кладбище (13 уч.).

## Производственные результаты
Под руководством М. Г. Слинько развивалось новое научное направление химической технологии — математическое моделирование химических процессов и реакторов, являющееся в настоящее время теоретической основой решения многих технологических задач, возникающих при проектировании и оптимизации химических производств. Применение математического моделирования позволило резко сократить сроки разработки новых и совершенствования существующих промышленных процессов. В результате создано и в короткие сроки внедрено в промышленность более 30 новых высокоэффективных реакторов большой мощности для производства важнейших химических продуктов, таких как аммиак, серная кислота, мономеры синтетического каучука, формальдегид, поливинилхлорид и ряда других.

## Основные научные достижения
- Созданы научные основы масштабного перехода от лабораторных исследований к промышленным условиям.
- Разработана и освоена методика получения математических моделей каталитических систем на основе сбалансированного соотношения вычислительного и натурного экспериментов.
- Открыты регулярные и хаотические автоколебания скорости гетерогенной каталитической реакции; созданы принципы нелинейной динамики каталитических реакций, процессов и реакторов, являющейся основой теории и практики промышленного катализа. Изучена динамика возникновения и развития неустойчивостей и, как их следствие, образование различного рода структур.
- Разработан пространственно-временной иерархический подход для получения математических моделей каталитических систем, начиная с молекулярного уровня.
- Проведено математическое моделирование многих каталитических процессов и реакторов и определены оптимальные устойчивые режимы их работы.
- Методология математического моделирования химических реакций, процессов и реакторов и масштабного перехода были внедрены во многие отраслевые институты химической, нефтехимической и нефтеперерабатывающей промышленности.
- На основе методологии сбалансированного соотношения вычислительного и натурного экспериментов совместно с ОКБ «Химавтоматика» Минхимпрома были созданы автоматизированные системы научных исследований (АСНИ) для получения математических моделей в короткое время.

Опубликовано более 450 работ, в том числе 5 монографий, получено более 90 патентов и авторских свидетельств.

## Организационная деятельность
Являлся заместителем председателя совета «Катализ и его промышленное использование» Государственного Комитета Совета министров СССР по науке и технике, председателем координационного совета СО АН СССР по проблеме «Математические методы в химии», членом научного совета Министерства химической промышленности СССР. Был членом редколлегий журналов «Кинетика и катализ» СО АН СССР (1959—1982), «Теоретические основы химической технологии» (с 1971), с 1981 по 2000 годы занимал пост главного редактора журнала «Химическая промышленность». Был одним из организаторов (в 2001) и до конца дней заместителем главного редактора журнала «Катализ в промышленности».
В 1965 году он возглавил научно-технический совет стран СЭВ по оптимизации и моделированию химических реакторов.
В 1970 году организовал Советско-французский симпозиум по проблеме «Применение ЭВМ в каталитических исследованиях».
В 1972 году вошёл в состав правительственной комиссии по разработке программы долгосрочного сотрудничества СССР-США по проблеме «Химический катализ» и в дальнейшем курировал все работы в области кинетики и моделирования химических реакций.
Председатель Программного комитета конференции ХИМРЕАКТОР, которая проводится регулярно с 1963 года, с 2002 года в международном статусе. С 1963 по 2010 годы прошло 19 конференций в разных городах СССР и России, последние пять прошли за рубежом (Хельсинки, Берлин, Лутраки, Мальта, Вена).

## Награды и премии
- два ордена Ленина (29.04.1967; 13.09.1974)
- орден Октябрьской Революции (14.09.1984)
- орден Отечественной войны I степени (01.11.1945)
- два ордена Отечественной войны II степени (28.02.1945; 11.03.1985)
- орден Красной Звезды (13.11.1943)
- орден «Знак Почёта» (04.01.1954)
- медаль «За трудовую доблесть» (28.12.1953)
- другие медали
- Сталинская премия третьей степени (1946) — за разработку и внедрение в промышленность нового мощного контактного аппарата для производства серной кислоты
- Ленинская премия (1960) — за разработку химических технологий производства жидких водорода и дейтерия высокой чистоты
- Премия АН УССР (1973)

## Научные труды
- Слинько М. Г. Определение условий устойчивости для экзотермических контактных процессов в псевдоожиженном слое // Кинетика и катализ. — 1960. — Т. 1. — № 1. — С. 153—161.
- Слинько М. Г., Мулер А. Л. Об устойчивости адиабатического контактного аппарата с теплообменником // Кинетика и катализ. — 1961. — Т. 2. — № 3. — С. 467—478.
- Слинько М. Г. Об устойчивости экзотермических процессов // Кинетика и катализ. — 1962. — Т. 3. — № 3. — С. 460—461.
- Слинько М. Г. Моделирование контактных процессов // Кинетика и катализ. — 1962. — Т. 3. — № 4. — С. 481—492.
- Слинько М. Г. Моделирование химических реакторов // Моделирование и оптимизация каталитических процессов. Сб. науч. тр. / Отв. ред. М. Г. Слинько. — М.: Наука, 1965. — С. 3-15.
- Боресков Г. К., Слинько М. Г. Моделирование химических реакторов // Теоретические основы химической технологии. — 1967. — Т. 1. — № 1. — С. 5-16.
- Слинько М. Г. Моделирование химических реакторов. — Новосибирск: Наука, 1968. — 96 с.
- Слинько М. Г. Математическое моделирование химических реакторов // Кинетика и катализ. — 1969. — Т. 10. — № 5. — С. 957—973.
- Методы математического моделирования каталитических процессов на аналоговых и цифровых вычислительных машинах / М. Г. Слинько, В. С. Бесков, В. Б. Скоморохов, В. А. Кузин, В. М. Цыганов, А. В. Засмолин. — Новосибирск: Наука, Сибирское отделение, 1972. — 152 с.
- Слинько М. Г. Кинетические исследования — основа математического моделирования химических процессов и реакторов // Кинетика и катализ. — 1972. — Т. 13. — № 3. — С. 566—580.
- Слинько М. Г., Спивак С. И., Тимошенко В. И. О критериях определения параметров кинетических моделей // Кинетика и катализ. — 1972. — Т. 13. — № 3. — С. 1570—1578.
- Слинько М. Г. Основные проблемы химической кинетики и моделирования химических реакторов // Теоретические основы химической технологии. — 1972. — Т. 6. — № 6. — С. 807—816.
- Слинько М. Г., Покровская С. А., Шеплев В. С. Анализ химического процесса в псевдоожиженном слое при нестационарном состоянии катализатора // ДАН СССР. — 1973. — Т. 221. — № 1. — С. 157—160.
- Множественность стационарных состояний гетерогенных каталитических реакций / М. Г. Слинько, В. И. Быков, Г. С. Яблонский, Т. А. Акрамов // ДАН СССР. — 1976. — Т. 226. — № 4. — С. 876—879.
- Слинько М. Г. Некоторые пути развития методов моделирования химических процессов и реакторов // Теоретические основы химической технологии. — 1976. — Т. 10. — № 2. — С. 171—183.
- Слинько М. Г., Шмелёв А. С., Кириллов В. А. Особенности моделирования процессов с фазовыми превращениями (Материалы III Советско-американского симпозиума по катализу, Киев, 1976 г. Тезисы докладов) // Кинетика и катализ. — 1977. — Т. 18. — № 3. — С. 567—568.
- Слинько М. Г., Тимошенко В. И. Кинетика и механизм сложных каталитических реакций // Кинетика и катализ. — 1977. — Т. 18. — № 1. — С. 17-24.
- Слинько М. Г. Исследования в области моделирования химических реакторов // Теоретические основы химической технологии. — 1978. — Т. 12. — № 2. — С. 206—214.
- Слинько М. Г., Слинько М. М. Автоколебания скорости гетерогенных каталитических реакций // Успехи химии. — 1980. — Т. 49. — № 4. — С. 561—587.
- Слинько М. Г. Механизм гетерогенных каталитических реакций // Кинетика и катализ. — 1980. — Т. 21. — № 1. — С. 71-78.
- Слинько М. Г. Некоторые проблемы моделирования химических реакторов // Теоретические основы химической технологии. — 1981. — Т. 15. — № 3. — С. 361—371.
- Газокинетическое обоснование квазигомогенной модели течения в плотной газовой смеси в пористой среде / М. Г. Слинько, В. В. Дильман, Б. М. Маркеев, Т. М. Амеличева, А. Е. Кондратьев // Теоретические основы химической технологии. — 1984. — Т. 18. — № 2. — С. 197—206.
- Нелинейная динамика каталитических реакций и процессов (обзор) / М. Г. Слинько, Т. И. Зеленяк, Т. А. Акрамов, М. М. Лаврентьев-мл., В. С. Шеплев // Математическое моделирование. — 1997. — Т. 9. — № 12. — С. 87-109.
- Слинько М. Г. Моделирование гетерогенных каталитических процессов // Теоретические основы химической технологии. — 1998. — Т. 32. — № 4. — С. 433—440.
- Слинько М. Г. Развитие и состояние математического моделирования каталитических реакций на рубеже тысячелетий // Теоретические основы химической технологии. — 1999. — Т. 33. — № 4. — С. 380—385.
- Тепловые режимы частично смоченного зерна катализатора в реакциях гидрирования углеводородов / М. Г. Слинько, В. А. Кириллов, А. В. Куликов, Н. А. Кузин, А. Б. Шигаров // ДАН. — 2000. — Т. 373. — № 3. — С. 359—362.
- Слинько М. Г. Краткая история промышленных каталитических процессов // Вестник РАН. — 2001. — Т. 71. — № 7. — С. 633—635.
- Математическая модель каталитического процесса на пористом зерне в трёхфазной системе газ-жидкость-твёрдое / М. Г. Слинько, В. А. Кириллов, И. А. Михайлова, С. И. Фадеев // ДАН. — 2001. — Т. 376. — № 2. — С. 219—223.
- Нелинейные явления при нисходящем потоке газа и жидкости через неподвижный слой катализатора / М. Г. Слинько, В. А. Кириллов, Н. А. Кузин, А. Б. Шигаров // ДАН. — 2001. — Т. 380. — № 1. — С. 77-81.
- Слинько М. Г. Эволюция, цели и задачи химической технологии // Теоретические основы химической технологии. — 2003. — Т. 37. — № 5. — С. 451—459.
- Кулов Н. Н., Слинько М. Г. Современное состояние науки и образования в области теоретических основ химической технологии // Теоретические основы химической технологии. — 2004. — Т. 38. — № 2. — С. 115—122.
- Слинько М. Г. История развития математического моделирования каталитических процессов и реакторов // Теоретические основы химической технологии. — 2007. — Т. 41. — № 1. — С. 16-34.
- Слинько М. Г. Как выжить химической промышленности, не будучи сильнейшей?: докл. на Пленуме РХО им. Д. И. Менделеева 14 дек. 2006 г. / М. Г. Слинько. — М. : РХТУ им. Д. И. Менделеева, 2007 (М.) . — 31 с. : ил. — Б. ц. В надзаг.: Рос. хим. об-во им. Д. И. Менделеева, Рос. хим.-технол. ун-т им. Д. И. Менделеева